# Carol Pimentel
Ana Carolina Alves de Souza Pimentel, mais conhecida como Carol Pimentel, é uma editora e roteirista de quadrinhos brasileira.

## Carreira
Formada em Física pelo IFSC da USP de São Carlos e com mestrado em tradução pela FFLCH na USP, Carol foi diretora da Escola Municipal de Astrofísica de São Paulo, cargo que abandonou para se tornar editora assistente na Panini Comics.
Em 2015, tornou-se editora sênior das revistas Homem-Aranha, X-Men e e da linha Ultimate, passando a ser a primeira mulher a assumir o cargo de editora-chefe de quadrinhos de super-heróis no Brasil. Em 2017, escreveu o roteiro do romance gráfico P.O.V. - Point Of View, ilustrado por Germana Viana, com o qual ganhou no ano seguinte o Troféu HQ Mix na categoria novo talento (roteirista). 
Como roteirista, também participou da série Gibi de Menininha, mais especificamente no primeiro volume,  lançado em 2018, que recebeu um Prêmio Angelo Agostini em 2019. Em 2018, publicou o livro Tradução de Histórias em Quadrinhos – Teoria e Prática que lhe rendeu mais um Troféu HQ Mix como melhor livro teórico em 2019. Organizou o livro Amazona, 80 anos da Mulher-Maravilha e redigiu verbetes nos livros Cavaleiros das Trevas, O Homem que Ri e um capítulo no livro Mulheres & Quadrinhos. 
Gravou alguns curtas para a Warner Channel Brasil explicando conceitos de física relacionados a super-heróis como Superman, Canário Negro, Flash e outros. Desde então a lista de traduções e edições ultrapassou a marca de 520 títulos[carece de fontes?].
Pimentel é professora no curso de pós-graduação em Produção Editorial da Fapcom, e fez diversas gravações como professora convidada nos programas Sala de Professor e Acervo da TV Escola – MEC.
Em 2019, ao lado de Guilherme Baldin, fundou o Studio Patinhas, responsável pela produção editorial de diversas revistas em quadrinhos e outros materiais de cunho editorial. 